# داویت بک
داویت بک (ارمنی: Դավիթ Բեկ; درگذشته ۱۷۲۸) یک فرمانده نظامی اهل ارمنستان و یکی از چهره‌های شاخص نظامی در جنبش آزادی‌بخش ملی ارمنی در سده ۱۸ میلادی بر ضد قوای امپراتوری عثمانی و صفویان بود.